# زولتان فارغا (لاعب شطرنج)
زولتان فارغا (بالمجرية: Varga Zoltán)‏ (و. 1970  م) هو لاعب شطرنج مجري.

## روابط خارجية
- زولتان فارغا على موقع الاتحاد الدولي للشطرنج (الإنجليزية)
- زولتان فارغا على موقع مباريات الشطرنج (الإنجليزية)
- زولتان فارغا على موقع 365Chess.com (الإنجليزية)
- زولتان فارغا على موقع Chesstempo.com (الإنجليزية)
- زولتان فارغا على موقع الاتحاد الأمريكي للشطرنج (الإنجليزية)
- زولتان فارغا سجل أولمبياد الشطرنج على موقع OlimpBase.org (الإنجليزية)